# Alexandra Dahlström
Alexandra Dahlström (Gävle, 12 februari 1984) is een Zweedse actrice.

## Levensloop
Ze groeide op in een buitenwijk van de Zweedse hoofdstad Stockholm, Alvik. Haar moeder Irina is Russisch en haar vader Hasse is Zweeds, ze spreekt beide talen daarom ook vloeiend. Verder heeft ze nog een halfzusje (Jenny).
Alexandra Dahlström kreeg internationale bekendheid door haar vertoning als Elin in de film Fucking Åmål (Engelse titel: Show me Love) van Lukas Moodysson uit 1998. Voor haar acteerwerk in de film won ze een Guldbagge Award voor Beste Actrice en dat samen met Rebecka Liljeberg.
In de herfst van 2004 was ze te gast als dj bij de grootste late night show in Zweden, Sen Kväll med Luuk (Nederlands: Laat op de avond met Luuk) genaamd.
Sinds eind 2006 woont Alexandra in Rome om haar acteercarrière een vervolg te geven.
Alexandra speelde van 5 tot 29 maart 2007 in 11 afleveringen van de RTL 4 soapserie Goede tijden, slechte tijden. Ze maakte daar in haar opwachting als de Zweedse uitwisselingsstudente Skylar Nilsson. In april 2008 kwam ze weer even terug, maar dat bleef bij 4 afleveringen. In de serie heeft ze een kortdurende relatie met Fos Fischer maar neemt uiteindelijk afscheid van hem.

## Filmografie en televisie
*Exclusief eenmalige gastrollen
- Sanning eller konsekvens (1997) - Fanny
- Fucking Åmål (1998) - Elin Olsson
- Tomten är far till alla barnen (1999) - Jeanette
- Fröken Sverige (2004) - Moa
- Goede tijden, slechte tijden (2007-2008) - Skylar Nilsson
- Mañana (2008) - Petra
- Blondie (2012) - Lova
- Astro - Uma Fábula Urbana em um Rio de Janeiro Mágico (2012) - Astro
- Ömheten (2013) - Lerares
- Psykos i Stockholm (2020) - Patiënte

## Relaties
Dahlström beëindigde in 2006 haar relatie met Roger Rodriguez. Dahlström en Rodriguez waren 1,5 jaar samen (2005-2006).